# SARSコロナウイルス2-シータ株
SARSコロナウイルス2-シータ株（サーズコロナウイルスツー シータかぶ、英語: SARS-CoV-2 Theta variant、別名: 系統 P.3、系統 B.1.1.28.3、VUI-21MAR-02）は、新型コロナウイルス感染症 (COVID-19) の原因ウイルスとして知られるSARSコロナウイルス2 (SARS-CoV-2) の変異株である。2021年2月18日、フィリピンの中部ビサヤ地方で2つの懸念される突然変異が検出されたときに同国で最初に特定されたことから、日本では通称「フィリピン型変異株」として知られている。
世界保健機関 (WHO) は注目すべき変異株 (VOI) に指定し、WHOラベルではシータ株 (Theta variant) に分類していたが、2021年7月にVOIから除外された。 
日本では2021年3月12日、フィリピンからの旅行者が成田空港に到着したときに検出された。
この変異株は、アルファ株・ベータ株・ガンマ株とは異なるが、同様の脅威をもたらすと考えられている。またベータ株やガンマ株と同様、ワクチン接種によって得られたものも含め、中和抗体に対してより耐性がある可能性がある。

## 経緯
2021年2月18日、フィリピン保健省は、患者からのサンプルがゲノム配列決定を受けるために送られた後、中部ビサヤ地方でCOVID-19の2つの突然変異が検出されたことを確認した。突然変異は後に「E484K」と「N501Y」と名付けられ、50サンプル中37サンプルで検出され、両方の突然変異がこれらのうち29サンプルで同時発生した。亜種の正式な名前はなく、完全なシーケンスはまだ特定されていなかった。
3月12日、日本はフィリピンからの旅行者で見つかった新しいコロナウイルス変異株を検出した。
3月13日、保健省は、突然変異が「系統 P.3」として指定された変異株を構成することを確認した。同日、同国で最初の系統 P.1（ガンマ株）の症例も確認された。P.1とP.3の亜種は同じ系統であるB.1.1.28に由来するが、同省は、ワクチンの有効性と伝染性に対するP.3の亜種の影響はまだ確認されていないと述べた。
3月17日、イギリスは最初の2つの症例を確認し、イングランド公衆衛生庁 (PHE) はそれを「VUI-21MAR-02」と名付けた。
4月30日、マレーシアのサラワク州で8例の系統 P.3を検出した。

## 分類

### 命名
2021年1月、この系統がフィリピンで初めて記録され、後に系統 P.3 (lineage P.3) と命名された。同年5月末、WHOは懸念される変異株 (VOC) や注目すべき変異株 (VOI) にギリシャ文字を使用する新しい方針を導入した後、系統 P.3に対しシータ (θ:Theta) のラベルを割り当てた。

### 変異

スパイクタンパク質に焦点を当てたSARS-CoV-2のゲノムマップ上にプロットされたシータ株のアミノ酸変異。

7つのスパイクタンパク質変異を含む、すべてのサンプル（下表「シータ株の変異」にて赤色でラベル付け）で合計14個のアミノ酸置換が確認された。スパイクタンパク質変異の中で、4つは以前に懸念の系統（E484K、N501Y、D614G、P681H）に関連付けられていたが、タンパク質のC末端領域に向かって3つの追加の置換が確認された（E1092K、H1101Y、V1176F）。ORF8（つまりK2Q）での単一のアミノ酸置換もすべてのサンプルで見つかった。33個のサンプル（同じく緑色でラベル付け）のうち32個には、スパイクタンパク質の位置141〜143での3アミノ酸の欠失を含む3つの他の変異が見られた。5つの同義変異（同じく灰色でラベル付け）もすべてのケースで検出された。
| 遺伝子 | アミノ酸      |
| ------ | ------------- |
| ORF1ab | F924F         |
| ORF1ab | D1554G        |
| ORF1ab | S2433S        |
| ORF1ab | L3201P        |
| ORF1ab | D3681E        |
| ORF1ab | N3928N        |
| ORF1ab | L3930F        |
| ORF1ab | P4715L        |
| ORF1ab | A5692V        |
| S      | LGV141_143del |
| S      | E484K         |
| S      | N501Y         |
| S      | G593G         |
| S      | D614G         |
| S      | P681H         |
| S      | S875S         |
| S      | E1092K        |
| S      | H1101Y        |
| S      | V1176F        |
| ORF8   | K2Q           |
| N      | R203K         |
| N      | G204R         |

| 遺伝子 | アミノ酸      |
| ------ | ------------- |
| ORF1a  | D1554G        |
| ORF1a  | S2625F        |
| ORF1a  | D2980N        |
| ORF1a  | L3201P        |
| ORF1a  | D3681E        |
| ORF1a  | L3930F        |
| ORF1b  | P314L         |
| ORF1b  | L1203F        |
| ORF1b  | A1291V        |
| S      | LGV141_143del |
| S      | E484K         |
| S      | N501Y         |
| S      | G593G         |
| S      | D614G         |
| S      | P681H         |
| S      | S875S         |
| S      | E1092K        |
| S      | H1101Y        |
| S      | V1176F        |
| ORF8   | K2Q           |
| N      | R203K         |
| N      | G204R         |

## 統計
| 国               | 事例 | 参照                        |
| ---------------- | ---- | --------------------------- |
| フィリピン       | 469  | [ 13 ] [ 14 ] [ 15 ] [ 16 ] |
| マレーシア       | 14   | [ 17 ] [ 18 ]               |
| ドイツ           | 10   | [ 19 ]                      |
| アメリカ合衆国   | 9    | [ 19 ]                      |
| イギリス         | 8    | [ 19 ]                      |
| オランダ         | 6    | [ 19 ]                      |
| 日本             | 4    | [ 19 ]                      |
| 香港             | 4    | [ 19 ]                      |
| オーストラリア   | 3    | [ 19 ]                      |
| ニュージーランド | 2    | [ 19 ]                      |
| ノルウェー       | 2    | [ 19 ]                      |
| シンガポール     | 2    | [ 19 ]                      |
| 韓国             | 3    | [ 19 ]                      |
| アンゴラ         | 7    | [ 19 ]                      |
| カナダ           | 25   | [ 19 ]                      |
| ベルギー         | 10   | [ 19 ]                      |
| スウェーデン     | 4    | [ 19 ]                      |
| フィンランド     | 26   | [ 19 ]                      |
| グアム           | 4    | [ 19 ]                      |
| イタリア         | 1    | [ 19 ]                      |
| 東ティモール     | 3    | [ 19 ]                      |
| ベトナム         | 17   | [ 19 ]                      |
| コロンビア       | 15   | [ 19 ]                      |
| オマーン         | 28   | [ 19 ]                      |
| ベネズエラ       | 20   | [ 19 ]                      |
| 北マリアナ諸島   | 25   | [ 19 ]                      |
| 合計             | 702  |                             |